# Thomas Peterson
Thomas Peterson (Everett, 24 dicembre 1986) è un ex ciclista su strada statunitense, professionista dal 2007 al 2014.

## Palmarès

### Strada
- 2004 (Juniores, una vittoria)

Campionati statunitensi, Prova in linea Juniores
- 2007 (Slipstream, una vittoria)

3ª tappa Tour of the Gila
- 2009 (Garmin-Slipstream, una vittoria)

2ª tappa Tour of California (Sausalito > Santa Cruz)

#### Altri successi
- 2006 (TIIA-CREF)

Classifica giovani Tour of California
- 2008 (Garmin-Chipotle)

Classifica giovani Vuelta a Chihuahua
- 2009 (Garmin-Slipstream)

Classifica scalatori Herald Sun Tour

## Piazzamenti

### Grandi Giri
- Giro d'Italia

2011: 88º
- Vuelta a España

2010: 25º
2012: 115º
2013: 116º

### Classiche monumento
- Liegi-Bastogne-Liegi

2009: ritirato
2013: ritirato
2014: ritirato
- Giro di Lombardia

2010: 30º
2011: 56º
2013: ritirato

## Piazzamenti

### Competizioni mondiali
- Campionati del mondo su strada

Salisburgo 2006 - In linea Under-23: 41º
Stoccarda 2007 - In linea Under-23: 29º
Mendrisio 2009 - In linea Elite: 94º
Melbourne 2010 - In linea Elite: ritirato